# Primorski okraj
Primorski okraj ([Приморский край] Napaka: {{Jezik-xx}}: neveljaven parameter: |p= (pomoč)), neuradno Primorje (Приморье, [prʲɪˈmorʲjɪ]), je federalni subjekt (okraj) Rusije, ki leži na Daljnem vzhodu in je del Daljnovzhodnega federalnega okrožja. Upravni center okraja je mesto Vladivostok, ki leži na južni obali okraja in je skupaj s Habarovskom eno od dveh največjih mest na Ruskem Daljnem vzhodu. Okraj ima največjo ekonomijo med federalnimi subjekti na Ruskem Daljnem vzhodu in je imel na popisu leta 2021 1.845.165 prebivalcev.
Okraj si deli edino rusko mejo s Severno Korejo in reko Tumen na severozahodu okraja. Na južni obali je zaliv Petra Velikega, največji zaliv v Japonskem morju.
Primorski okraj je bil zgodovinsko del Mandžurije. Leta 1860 je bil okraj priključen od Kitajske Ruskemu imperiju kot del Ruske Mandžurije. Med rusko državljansko vojno je bil najprej del Daljnevzhodne republike, nato pa se je pridružil Sovjetski zvezi. V Primorskem okraju je glavno oporišče Tihoooceanske flote Ruske vojne mornarice in rojstni kraj severnokorejskega voditelja Kim Džong-ila.

## Geografija
Primorski okraj meji na kitajski provinci Džilin in Heilongdžiang, Severno Korejo, Habarovski okraj in razmeroma tople vode (čeprav zamrznejo pozimi) Japonskega morja.
Večina območja okraja so višavja, skoraj 80 % pa je pogozdenega.
Večina svetovne populacije sibirskega tigra je v Primorskem okraju.

## Zgodovina
Na tem območju se je naselilo več tunguških in mongolskih plemen, kot so Sušeni, protomongolski Šiveji in Mohe. Ob reki Bikin so se naselili Udegi, ki so mogoče džianžov-jurčenskega porekla.
V času Bohajskega kraljestva je bila večina okraja v mejah provinc Dingli, Anbian in Anjuan. Ko so Bohaj osvojili Hiti, je območje postalo del Vzhodnega okrožja dinastije Ljao in Supinskega okrožja dinastije Džin. Nato je prišlo pod mongolsko in mandžursko upravo.
Ko je Rusko carstvo zavzelo Sibirijo in se nato razširilo na Daljni vzhod, so Rusi prišli v neposredni stik s Kitajsko. Po Nerčinski pogodbi iz leta 1689 so bila vsa ozemlja južno od Stanovih gor, vključno s Primorjem, predana Kitajski. Po šibitvi imperija Čing v drugi polovici 19. stoletja je Rusija začela svojo ekspanzijo na to območje. Leta 1858 sta bili ustanovljeni mesti Habarovsk in Blagoveščensk.
Leta 1856 je bila ustanovljena Primorska oblast, ki je poleg današnjega Primorskega okraja vključevala tudi območja današnjega Habarovskega okraja in Magadanske oblasti ter se je raztezala od Vladivostoka do polotoka Čukči.